# Kelaino (Plejade)
Kelaino (altgriechisch Κελαινώ Kelainṓ, lateinisch Celaeno, von κελαινός ‚dunkel‘) ist eine der sieben Plejaden in der griechischen Mythologie.
Sie wird meist Tochter des Titanen Atlas und der Pleione genannt. Hyginus, der diese Herkunft in seinem Werk de astronomia ebenfalls übernimmt, nennt sie in einer seiner fabulae Tochter des Ergeus.
Allgemein wird sie als Gattin des Poseidon angesehen, mit dem sie den Lykos als Sohn hat. Als weiteren Sohn aus dieser Verbindung nennt Hyginus den Nykteus. Akesandros kennt als Söhne der Kelaino Triton und Eurypylos, den König von Kyrene. Eurypylos wird als Sohn ebenfalls in einem Scholion zu Apollonios von Rhodos genannt. Johannes Tzetzes in seinen Scholien zur Alexandra kennt als Söhne einen weiteren Lykos und einen Sohn namens Chimaireus, beide mit Prometheus gezeugt.